# Ловеч (стадион)
«Ло́веч» — стадион в городе Ловеч, Болгария. Построен в 1962 году и полностью реконструирован в 1999 году. Он вмещает 7000 зрителей, имеет электрическое освещение и является одним из 4-х стадионов в Болгарии, на котором разрешено проводить международные матчи. Размер поля — 100х65 метров. Рекорд посещаемости — 12500 человек (в 1997 году на матче «Литекса» с «Левски»).